# Einar Axelsson
 (avril 2023).
Si vous disposez d'ouvrages ou d'articles de référence ou si vous connaissez des sites web de qualité traitant du thème abordé ici, merci de compléter l'article en donnant les références utiles à sa vérifiabilité et en les liant à la section « Notes et références ».
Pour les articles homonymes, voir Axelsson.
Richard  Einar Axelsson, né le 25 février 1895 à Lund (Suède) et mort le 30 octobre 1971 à Stockholm (Suède), est un acteur suédois.

## Biographie

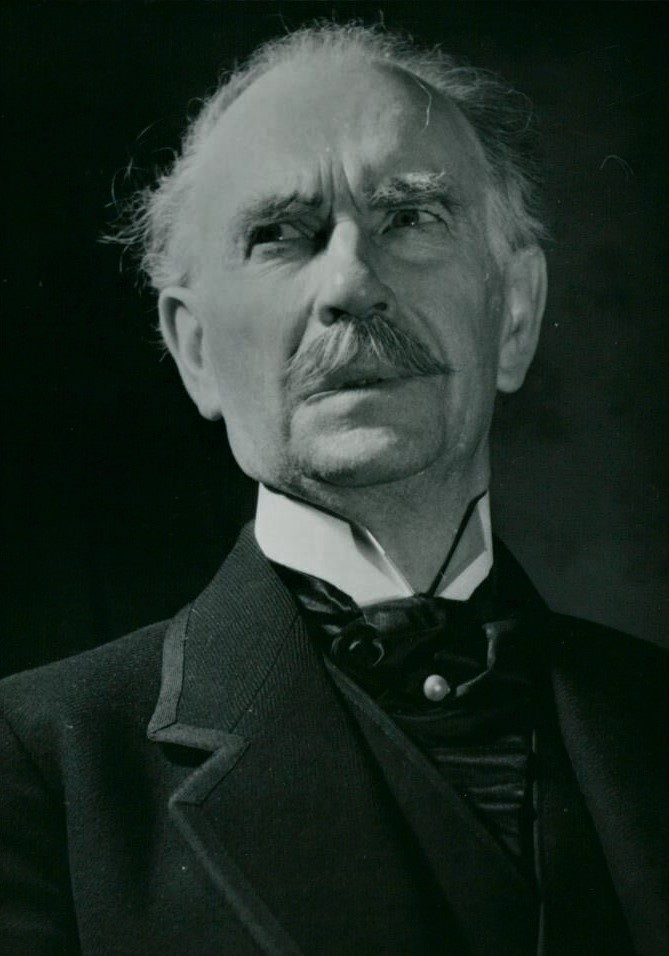
Au Dramaten en 1952,
dans Festen snart förbi

Au cinéma, Einar Axelsson débute durant la période du muet et contribue à une soixantaine de films suédois, les deux premiers réalisés par Victor Sjöström étant La Fille de la tourbière (1917, avec Lars Hanson et Karin Molander) et La Charrette fantôme (1921, avec le réalisateur et Hilda Borgström). Suivent notamment Äktenskapsleken de Ragnar Hyltén-Cavallius (1935, avec Zarah Leander et Gösta Cederlund), Iris et le Cœur du lieutenant d'Alf Sjöberg (1946, avec Mai Zetterling et Alf Kjellin) et Une maison de poupée d'Anders Henrikson (1956, avec Mai Zetterling). Son dernier film sort en 1969.
À la télévision suédoise, il contribue à une mini-série (1970) et trois téléfilms d'origine théâtrale, le premier diffusé en 1957 ; le deuxième est Le Songe d'Ingmar Bergman (1963, avec Ingrid Thulin et Allan Edwall) ; le troisième est diffusé en 1971, année de sa mort, à 76 ans.
Enfin, très actif au théâtre durant sa carrière, il  débute en 1921 au Vasateatern de Stockholm et toujours dans la capitale, joue souvent par la suite au théâtre dramatique royal (Kungliga dramatiska teatern, abrégé Dramaten, en suédois). En ce deuxième lieu, il débute dans quatre pièces en 1943, dont Le Roi de Gaston Arman de Caillavet, Robert de Flers et Emmanuel Arène (mise en scène de Rune Carlsten, avec Renée Björling et Lars Hanson).
Parmi ses autres pièces notables au Dramaten, mentionnons La Nuit des rois de William Shakespeare (mise en scène d'Alf Sjöberg, 1946, avec Viveca Lindfors et Inga Tidblad), La Grand'Route d'August Strindberg (mise en scène d'Olof Molander, 1949, avec Maj-Britt Nilsson et Lars Hanson), Un mois à la campagne d'Ivan Tourgueniev (mise en scène de Mimi Pollak, 1953, avec Hugo Björne et Renée Bjôrling), Dom Juan ou le Festin de Pierre de Molière (mise en scène d'Alf Sjöberg, 1958, avec Jarl Kulle dans le rôle-titre et Anita Björk, puis mise en scène d'Ingmar Bergman, 1965, avec Kristina Adolphson), Hamlet de William Shakespeare (mise en scène d'Alf Sjöberg, 1960, avec Ulf Palme dans le rôle-titre et Christina Schollin), Schweyk dans la Deuxième Guerre mondiale de Bertolt Brecht (mise en scène d'Alf Sjöberg, avec Allan Edwall dans le rôle-titre et Christina Schollin), ou encore Henri IV de Luigi Pirandello (1968, avec Max von Sydow dans le rôle-titre).
La dernière pièce d'Einar Axelsson au Dramaten est Le Songe d'August Strindberg, mise en scène par Ingmar Bergman en 1970 (avec Allan Edwall et Kristina Adolphson), après une première interprétation au même lieu en 1955 (mise en scène d'Olof Molander, avec Rune Carlsten et Gunn Wållgren) et la version téléfilmée par Bergman en 1963 précitée.

## Filmographie partielle

### Cinéma

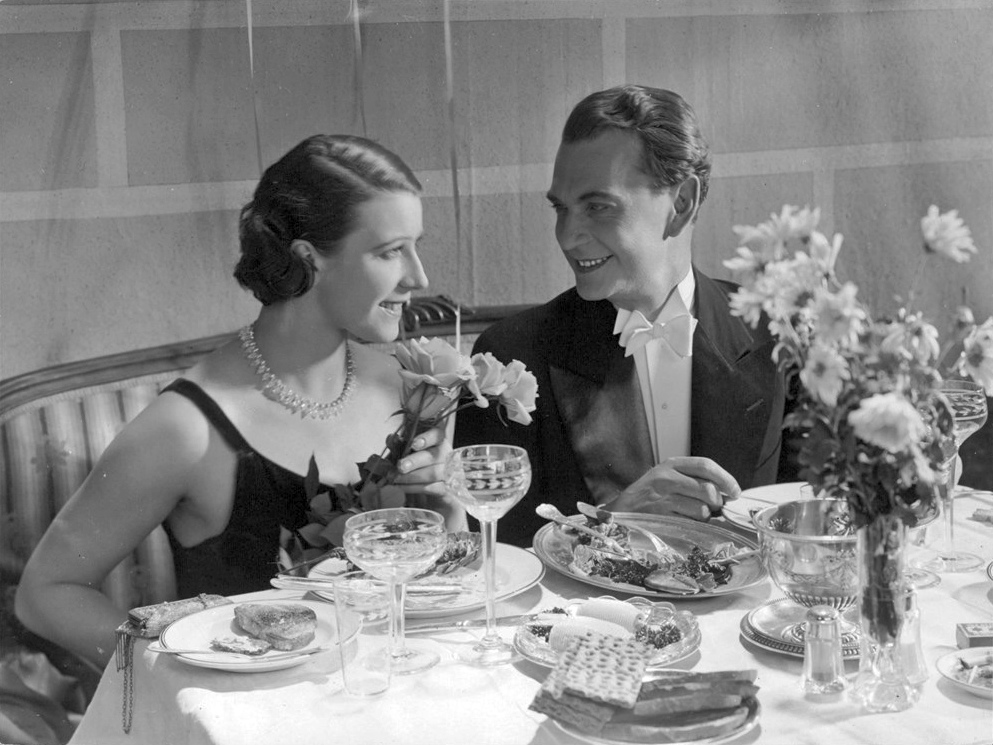
Avec Ester Roeck-Hansen, dans Svarta rosor (1932)

- 1917 : La Fille de la tourbière (Tösen från stormyrtorpet) de Victor Sjöström : un auditeur dans la salle d'audience
- 1921 : La Charrette fantôme (Körkarlen) de Victor Sjöström : le frère de David
- 1921 : Le Pèlerinage à Kevlaar (Vallfarten till Kevlaar) d'Ivan Hedqvist : un étudiant à l'école de danse
- 1922 : Thomas Graals myndling (en) de Gustaf Molander : Paul
- 1922 : Amatörfilmen de Gustaf Molander : Dick
- 1925 : Charles XII (Karl XII) de John W. Brunius : un soldat sur le bateau
- 1926 : Flickan i frack (en) de Karin Swanström : le comte Ludwig von Battwhyl
- 1926 : Giftas (en) d'Olof Molander : un étudiant
- 1932 : Svarta rosor de Gustaf Molander : Johannes Borin
- 1932 : Kärlekexpressen (en) de Lorens Marmstedt : Weber
- 1933 : Giftasvuxna döttnar (en) de Sigurd Wallén : Erik Ehrenberg
- 1934 : Eva går ombord (en) de Lorens Marmstedt : Bo Stensjö
- 1935 : Äktenskapsleken de Ragnar Hyltén-Cavallius : Gunnar Grahn
- 1937 : Häxnatten (en) de Schamyl Bauman : Bengt Arktander
- 1940 : Hanna i societén (en) de Gunnar Olsson : Baltzard Hummerberg
- 1940 : Ett brott (en) d'Anders Henrikson : Dr Bernhard Gilljams
- 1941 : Magistrarna på sommarlov (en) de Schamyl Bauman : Furubeck
- 1941 : Fransson den förskräcklige (en) de Gösta Cederlund : Borg
- 1942 : Lyckan kommer (en) d'Hasse Ekman : le juriste
- 1942 : Vi hemslavinnor (en) de Schamyl Bauman : le baron Wolfgang
- 1944 : L'Empereur du Portugal (Kejsarn av Portugallien) de Gustaf Molander : Lovén
- 1946 : Iris et le Cœur du lieutenant ou L'Épreuve (Iris och löjtnantshjärta) d'Alf Sjöberg : Frans
- 1951 : Frånskild de Gustaf Molander : l'homme d'affaires
- 1954 : Simon syndaren (en) de Gunnar Hellström : Persson
- 1956 : Flickan i frack (en) d'Arne Mattsson : Björner
- 1956 : Une maison de poupée (Ett dockhem) d'Anders Henrikson : le commissaire de guerre
- 1958 : Den store amatören (en) d'Hasse Ekman : Victor Wirén
- 1958 : Flottans överman (en) de Stig Olin : Rossling
- 1958 : Un bouc dans le jardin (en) (Bock i örtagård) de Gösta Folke : Sommerhoff
- 1969 : Journal intime d'une demi-vierge (sv) (Eva – den utstötta) de Torgny Wickman : le rédacteur en chef

### Télévision
- 1963 : Le Songe (Ett drömspel) d'Ingmar Bergman (téléfilm) : un doyen

## Théâtre au Dramaten (sélection)
- 1943 : Les Aventures de Huckleberry Finn (Huckleberry Finns äventyr), adaptation du roman éponyme de Mark Twain : le duc
- 1943 : The Eve of St. Mark (Vi har vår frihet!) de Maxwell Anderson, mise en scène d'Olof Molander : Deckman West
- 1943 : Le Roi (Kungen) de Gaston Arman de Caillavet, Robert de Flers et Emmanuel Arène, mise en scène de Rune Carlsten : Rivelot
- 1944 : Le Marchand de Venise (Köpmannen i Venedig) de William Shakespeare, mise en scène d'Alf Sjöberg : le vieux Gobbo
- 1944 : Clash by Night (Urladdning) de Clifford Odets, mise en scène d'Alf Sjöberg : le père de Jerry
- 1944 : The Beautiful People (De vackra människorna) de William Saroyan, mise en scène d'Alf Sjöberg : Dan Hillboy
- 1945 : Ödestimmen de Hjalmar Söderberg, mise en scène de Rune Carlsten : Schultz
- 1945 : Un idéaliste (En idealist) de Kaj Munk, mise en scène d'Olof Molander : Spatolius
- 1945 : Asmodée (Asmodeus) de François Mauriac : le vicaire
- 1945 : Les Fiancées du Havre (Fästmännen i Le Havre) d'Armand Salacrou : Charles Duval-Lavallée
- 1945 : Charles XI (Karl XI) d'Ivan Oljelund, mise en scène de Rune Carlsten : l'assesseur Snack
- 1946 : La Nuit des rois (Trettondagsafton) de William Shakespeare, mise en scène d'Alf Sjöberg : Andreas Blek
- 1946 : Life with Father (Pappa) d'Howard Lindsay et Russel Crouse : Dr Humphries
- 1946 : Les Gueux au paradis (Två skälmar i paradiset) de Gaston-Marie Martens, mise en scène de Göran Gentele : Rietje
- 1947 : Le marchand de glace est passé (	Si, iskarlen kommer!) d'Eugene O'Neill, mise en scène d'Olof Molander : Cecil Lewis
- 1948 : Le Testament de Sa Grâce (Hans Nåds testamente), adaptation du roman éponyme de Hjalmar Bergman, mise en scène de Göran Gentele : Herr Vickberg
- 1948 : L'École de la médisance (Skandalskolan) de Richard Brinsley Sheridan, mise en scène de Rune Carlsten : Crabtree
- 1948 : Jeanne de Lorraine (Johanna från Lothringen) de Maxwell Anderson, mise en scène d'Olof Molander, costumes de Marik Vos-Lundh : Sheppard/Alain Chartier

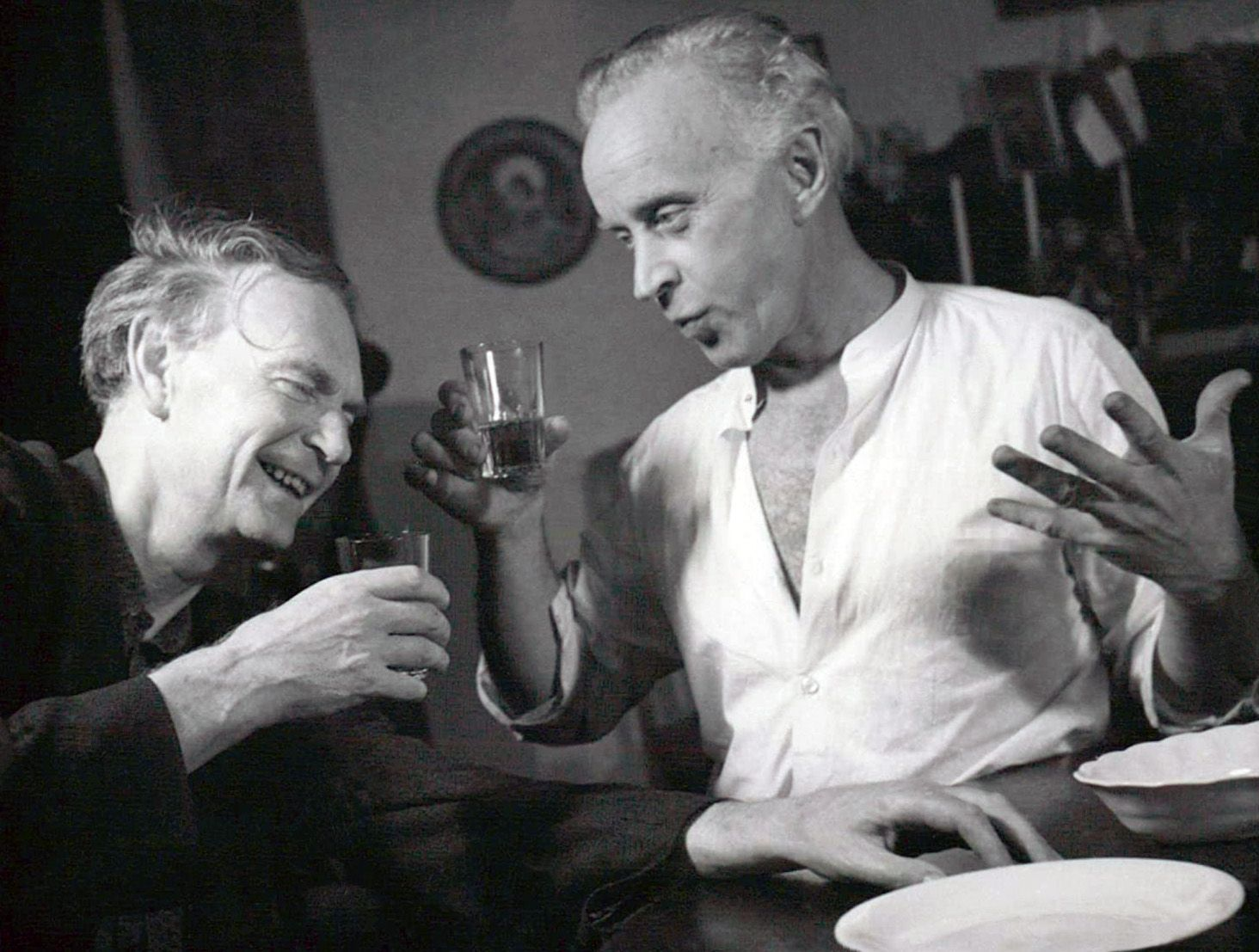
Avec Anders Henrikson (à d.), dans Fabian öppnar portarna (Dramaten, 1949)

- 1949 : La Grand'Route (Stora Landsvägen) d'August Strindberg, mise en scène d'Olof Molander : le maître d'école
- 1949 : Fabian öppnar portarna de Walentin Chorell (sv), mise en scène de Rune Carlsten : Sumparn
- 1949 : L'Apollon de Bellac (Apollo från Bellac) de Jean Giraudoux, mise en scène d'Alf Sjöberg : le secrétaire général
- 1949 : Le Tartuffe ou l'Imposteur (Tartuffe) de Molière, mise en scène d'Alf Sjöberg : Loyal
- 1949 : La Belle Marinière (Bröllopet på Seine) de Marcel Achard, mise en scène de Mimi Pollak : Borquet
- 1949 : L'Arriviste (Streber) de Stig Dagerman, mise en scène de Göran Gentele : le faux joueur
- 1950 : La Seconde Surprise de l'amour (Den farliga vänskapen) de Marivaux, mise en scène de Rune Carlsten : le comte
- 1951 : The Lady's Not for Burning (Kvinnan bör inte brännas) de Christopher Fry, mise en scène d'Alf Sjöberg : l'aumônier
- 1951 : Amorina de Carl Jonas Love Almqvist, mise en scène d'Alf Sjöberg, costumes de Marik Vos-Lundh : le premier médecin
- 1951 : Robin des Bois (Robin Hood) d'Owen Davis, décors de Marik Vos-Lundh : le shérif de Nottingham
- 1951 : Mäster Olof d'August Strindberg, mise en scène d'Alf Sjöberg : le sacristain
- 1952 : Antoine et Cléopâtre (Antonius och Kleopatra) de William Shakespeare, mise en scène et décors d'Olof Molander, costumes de Marik Vos-Lundh : Alexas
- 1952 : Festen snart förbi d'Axel Strindberg, mise en scène de Rune Carlsten, décors de Marik Vos-Lundh : le recteur
- 1952 : La Tête des autres (Din nästas huvud) de Marcel Aymé, mise en scène de Mimi Pollak : Louis Andrieu
- 1953 : Doña rosita, la célibataire (Fröken Rosita eller Blommornas språk) de Federico García Lorca, mise en scène de Mimi Pollak : le professeur d'économie
- 1953 : Un mois à la campagne (	En månad på landet) d'Ivan Tourgueniev, mise en scène de Mimi Pollak, costumes de Marik Vos-Lundh : le tuteur Schaf
- 1953 : La Rechute ou la Vertu en danger (Återfall i dygden) de John Vanbrugh : Syringe
- 1954 : The Bread-Winner (Fadershjärtat) de William Somerset Maugham : Alfred Granger
- 1954 : Ouragan sur le Caine (Myteriet på Caine), adaptation du roman éponyme d'Herman Wouk, mise en scène de Rune Carlsten : Dr Forrest Lundeen
- 1955 : Le Songe (Ett drömspel) d'August Strindberg, mise en scène d'Olof Molander, décors et costumes de Marik Vos-Lundh : le vieux docteur
- 1955 : Macbeth de William Shakespeare, mise en scène de Bengt Ekerot : le vieil homme
- 1955 : La Dame aux camélias (Kameliadamen) d'Alexandre Dumas (fils), décors et costumes de Marik Vos-Lundh : Saint-Gaudens
- 1955 : Le Misanthrope (Misantropen) de Molière, mise en scène de Bengt Ekerot, décors, costumes et lumières de Marik Vos-Lundh : Acaste, le marquis
- 1956 : Le Songe d'une nuit d'été (En midsommarnattsdröm) de William Shakespeare, mise en scène d'Alf Sjöberg : Meurt-de-faim, le tailleur
- 1957 : Ett brott de Sigfrid Siwertz, décors de Marik Vos-Lundh : un geôlier / Rosenschiöld
- 1957 : La Sorcière de l'Atlas (	Häxan i Atlasbergen) de George Bernard Shaw, mise en scène de Mimi Pollak, décors et costumes de Marik Vos-Lundh : Redbrock
- 1958 : Farmor och Vår Herre de Hjalmar Bergman, mise en scène de Rune Carlsten : Axelsson
- 1958 : Dom Juan ou le Festin de Pierre (Don Juan eller Stengästen) de Molière, mise en scène d'Alf Sjöberg : Gusman
- 1958 : L'Importance d'être Constant (Mister Ernest) d'Oscar Wilde, mise en scène de Mimi Pollak : Lane
- 1958 : L'Île au trésor (Skattkammarön), adaptation du roman éponyme de Robert Louis Stevenson, décors de Marik Vos-Lundh : Dr Livesay
- 1958 : Électre (Elektra) de Sophocle, costumes de Marik Vos-Lundh : le fidèle serviteur
- 1959 : La Valse des toréadors (Toreadorvalsen) de Jean Anouilh, mise en scène de Mimi Pollak : le curé
- 1959 : Pour Lucrèce (Duell) de Jean Giraudoux : l'homme
- 1959 : L'Homme d'État âgé (Offentlig person) de T. S. Eliot : lambert

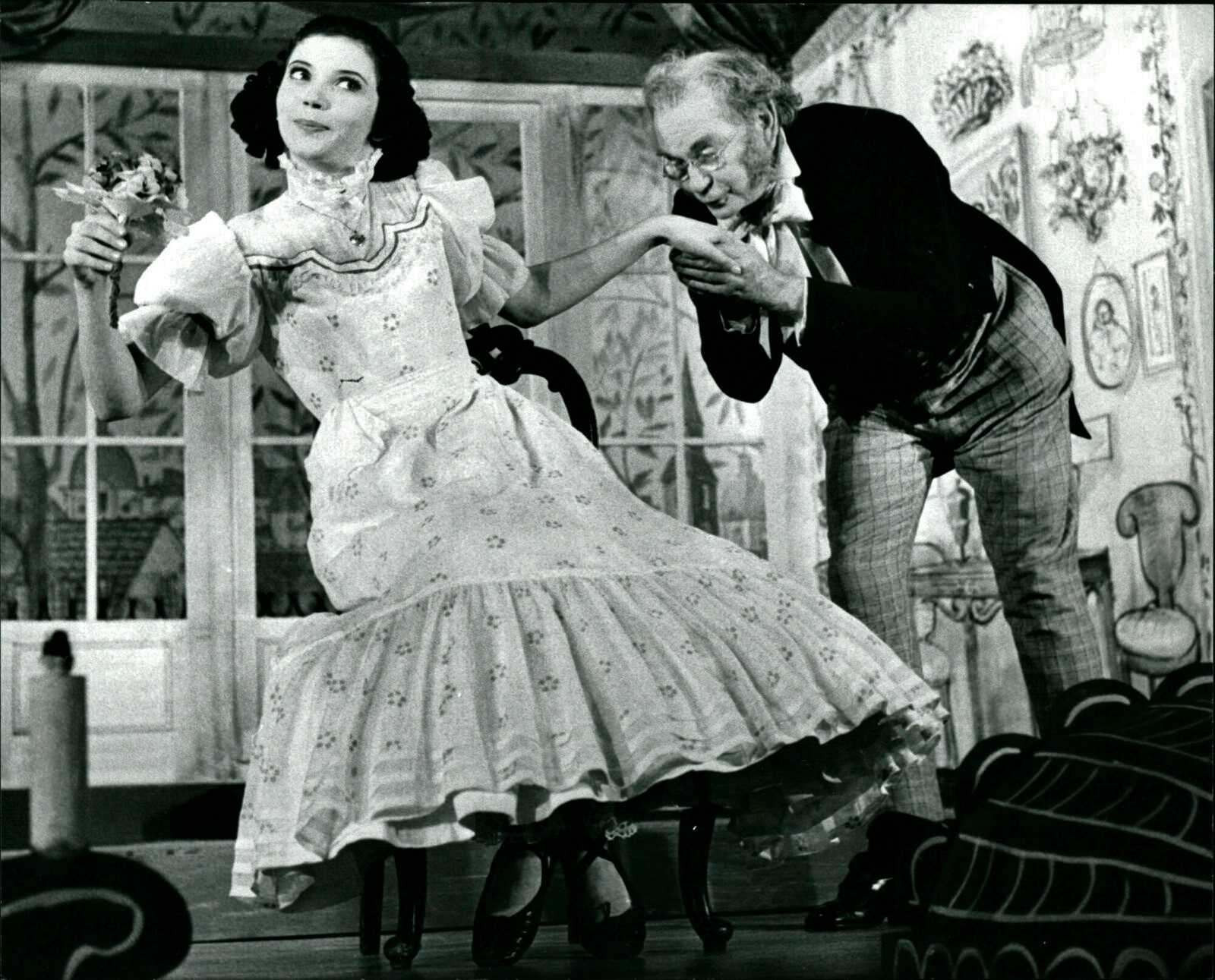
Avec Christina Lundqvist, dans Non (Dramaten, 1960)

- 1960 : Hamlet de William Shakespeare, mise en scène d'Alf Sjöberg : le deuxième fossoyeur
- 1960 : Le Chemin de Damas, 1re partie (Till Damaskus, Del I) d'August Strindberg, mise en scène d'Olof Molander : le deuxième invité aux funérailles
- 1960 : Maison à deux portes (Hus med dubbel ingång) de Pedro Calderón de la Barca : Fabio
- 1960 : Le Dixième Homme (Tionde mannen) de Paddy Chayefsky, mise en scène de Mimi Pollak, décors de Marik Vos-Lundh : Harris
- 1960 : Non (Nej) de Johan Ludvig Heiberg : l'horloger
- 1961 : L'Avare (Den girige) de Molière : Brindavoine
- 1963 : Schweyk dans la Deuxième Guerre mondiale (Svejk i andra världskriget) de Bertolt Brecht, mise en scène d'Alf Sjöberg : le myope
- 1964 : Comme il vous plaira (Som ni behagar) de William Shakespeare, mise en scène d'Alf Sjöberg : Denis / Corin
- 1964 : Le Verre d'eau (Ett glas vatten) d'Eugène Scribe : Thompson
- 1964 : Galenpannan de Lars Forssell, mise en scène de Bengt Ekerot, décors et costumes de Marik Vos-Lundh : Cathcart / Adlercrectz
- 1965 : Dom Juan ou le Festin de Pierre (Don Juan eller Stengästen) de Molière, mise en scène d'Ingmar Bergman : Gusman
- 1965 : Marat-Sade (Mordet på Marat) de Peter Weiss : Voltaire
- 1965 : On ne badine pas avec l'amour (Lek ej med kärleken) d'Alfred de Musset, mise en scène de Mimi Pollak, décors et costumes de Marik Vos-Lundh : Maître Bridaine
- 1966 : Anatole (Anatol) d'Arthur Schnitzler, mise en scène de Mimi Pollak, décors et costumes de Mago : le serveur / Franz
- 1966 : Charles XII (Karl XII) d'August Strindberg, décors et costumes de Marik Vos-Lundh : un citoyen
- 1967 : La Cerisaie (Körsbärsträdgården) d'Anton Tchekhov, décors et costumes de Marik Vos-Lundh : le passant
- 1968 : Henri IV (Henrik IV) de Luigi Pirandello : Giovanni
- 1969 : L'Opéra de quat'sous (Tolvskillingsoperan) de Bertolt Brecht, musique de Kurt Weill, mise en scène d'Alf Sjöberg : Robert-la-Scie
- 1970 : Le Songe (Ett drömspel) d'August Strindberg, mise en scène d'Ingmar Bergman : Dom Juan